# Loi sur le droit de la famille (Ontario)
Pour un article plus général, voir Loi sur le droit de la famille.
La Loi sur le droit de la famille est une loi ontarienne qui régit les droits des conjoints et des personnes à charge quant à leurs biens, aliments, droits successoraux, accords familiaux, accords de séparation et quant aux autres matières couvertes par le droit de la famille. 

## Conjoints de fait
Les articles 29 et 30 de la Loi sur le droit de la famille donnent une définition large du statut de conjoint et de l'obligation alimentaire qui découle du statut de conjoint. En vertu de ces dispositions, il suffit d'avoir cohabité pendant trois ans avec une autre personne pour être tenu d'une obligation alimentaire envers cette autre personne. 
Ces dispositions législatives ontariennes auraient influencé le débat québécois concernant les propositions de modifier la loi québécoise afin de donner une plus large reconnaissance aux conjoints de fait.